# Abraham Crijnssen (commandeur)
Abraham Crijnssen (? – Paramaribo, 1 februari 1669) was een Nederlands commandeur. Tijdens de Tweede Engels-Nederlandse Oorlog veroverde hij voor het gewest Zeeland de Engelse koloniale bezittingen in Suriname.

## Biografie

### Crijsens
Crijnssen schreef in brieven zijn eigen naam als Crijsens. Er is niets bekend over zijn jeugd en waar en wanneer hij geboren werd. Vermoed wordt dat hij in de Zeeuwse plaats Vlissingen het levenslicht zag, omdat daar op 2 december 1628 een Abraham Crijnssen in het huwelijk trad met Grijtken Verhelle. Dat moet een andere Crijnssen zijn geweest (zijn naam komt ook voor als Quereynssen), want deze stierf op 21 januari 1650. Niet uitgesloten is dat het om zijn vader gaat en om dezelfde persoon die als kaperkapitein op Duinkerken voer en in 1645 ammunitie- en equipagemeester van Vlissingen werd.
Hij werd in 1665 commandeur bij de Admiraliteit van Zeeland. Aanvankelijk diende Crijnssen als eerste kapitein onder Adriaan Banckert, maar in het najaar werd hij kapitein van het jacht Prins te Paard. Tijdens de Vierdaagse Zeeslag en de Tweedaagse Zeeslag vocht Crijnssen mee als bevelhebber van het fregat Zeelandia.

### Suriname
In december 1666 kreeg Crijnssen het bevel over een eskader, bestaande uit de fregatten Zeelandia, West-Cappelle en Zeeridder en vier kleinere vaartuigen, waaronder de Prins te Paard. Het werd door Zeeland naar West-Indië en de oostkust van Noord-Amerika gestuurd voor een expeditie tegen de Engelsen.
Crijnssens eskader vertrok op 30 december uit Veere met zo'n 700 man aan boord, waaronder 250 soldaten. Het zeilde langs de Barbarijnse kust, stak de Atlantische Oceaan over en voer op 25 februari 1667 de Surinamerivier op om het Engelse fort Willoughby te veroveren. Na een korte beschieting van het fort gaven de Engelse verdedigers zich over, en op 6 maart gaven de Engelsen de hele kolonie op. Crijnssen doopte het fort om in Fort Zeelandia en liet op het fort een bezetting achter. Ook organiseerde hij het bestuur van de nieuwe kolonie. hoewel dit eigenlijk buiten zijn opdracht viel. Het fluitschip Aardenburg zeilde naar Zeeland terug, beladen met suiker. De West-Capelle bleef in de monding van de Surinamerivier liggen om Engelse slavenschepen op te wachten, veroverde het Engelse fregat York, en zeilde in oktober 1667 terug naar Zeeland, beladen met duizend pond olifantstanden uit de York.

### Tobago, Sint Eustatius, Martinique
Intussen was Crijnssen op 17 april met de resterende vijf schepen uit zijn eskader, en twee andere Nederlandse schepen die zich tijdens het oponthoud in Suriname bij het eskader hadden gevoegd, naar drie bestaande Nederlandse koloniën op de noordkust van Zuid-Amerika vertrokken om die te heroveren op de Engelsen die de kolonies in 1665 zouden hebben bezet. Bij aankomst in Berbice bleek dat deze kolonie een aanval van de Engelsen zelf had afgeslagen. Essequibo en Pomeroon bleken al voor Crijnssens komst op de Engelsen heroverd door commandeur Berger van Fort Nassau. Crijnssen benoemde de vaandrig Baerland van Fort Kijk Overal tot commandeur van Essequibo, en de vaandrig Snel tot commandeur van Pomeroon. Hierna zeilde zijn eskader, dat inmiddels tot drie schepen was geslonken,  naar Tobago. Bij aankomst op 26 april bleken de forten vernield door de Fransen. Crijnssen liet een van de forten weer opbouwen. Toen hij op 4 mei van Tobago vertrok liet hij hier een garnizoen achter. Hierna heroverde hij Sint Eustatius. Vervolgens voer hij naar Martinique. Hier hoorde hij van de Fransen dat in het gebied een sterke Engelse vloot actief was. Besloten werd de Engelsen samen met een zojuist gearriveerde Franse vloot aan te vallen, onder gedeeld commando. Crijnssen kreeg vijf Franse schepen onder zijn bevel. De slag vond op 20 mei plaats bij het eiland Nevis maar werd al na enkele uren afgebroken wegens gebrekkige samenwerking van de Fransen.

### Virginia
Crijnssens eskader zeilde nu naar Virginia, aan de oostkust van Noord-Amerika. In de monding van de Jamesrivier werd een Engels oorlogsschip veroverd en een groot aantal Engelse koopvaarders die volgeladen waren met tabak voor hun retourreis naar Engeland. Crijnssen verdeelde zijn bemanningen over elf Engelse schepen, en liet de overige koopvaarders in brand steken. Hij zeilde met zijn buit naar Zeeland terug en kwam op 25 augustus in Vlissingen aan. Zijn kapiteins werden bevorderd, en Crijnssen ontving een gouden ketting met medaillon.

### Suriname heroverd
In februari 1668 vertrok Crijnssen opnieuw naar Suriname, ditmaal met twee fregatten en een fluitschip. De Engelsen hadden in oktober 1667 Fort Zeelandia heroverd, hoewel Suriname eerder dat jaar bij de Vrede van Breda voorlopig aan de Republiek was toegewezen. Crijnssen voer op 20 april de Surinamerivier op. Op 28 april waren de Engelse eigendommen weer in bezit genomen. 

### Nalatenschap
Bij de Nederlandse marine werden twee schepen vernoemd naar Abraham Crijnssen: in 1937 de mijnenveger Hr. Ms. Abraham Crijnssen en in 1983 het fregat Hr. Ms. Abraham Crijnssen.